# Ramón Ovidio Pérez Morales
Ramón Ovidio Pérez Morales (ur. 26 czerwca 1932 w Pregonero) – wenezuelski duchowny rzymskokatolicki, w latach 1999-2004 arcybiskup ad personam Los Teques.

## Życiorys
Święcenia kapłańskie przyjął 26 października 1958. 2 grudnia 1970 został mianowany biskupem pomocniczym Caracas ze stolicą tytularną Aquae Albae in Byzacena. Sakrę biskupią otrzymał 29 marca 1971. Od 20 maja 1980 był biskupem Coro, a 23 grudnia 1992 został mianowany arcybiskupem Maracaibo. 5 czerwca 1999 objął urząd biskupa Los Teques z osobistym tytułem arcybiskupim. 30 grudnia 2004 zrezygnował z urzędu.